# Idiasta postscutellaris
Idiasta postscutellaris är en stekelart som beskrevs av Gyöö Viktor Szépligeti 1908. Idiasta postscutellaris ingår i släktet Idiasta och familjen bracksteklar. Inga underarter finns listade i Catalogue of Life.